# دانک (آوج)
دانک روستایی در ایران است که در دهستان خرقان شرقی واقع شده‌است. دانک ۳۷۴ نفر جمعیت دارد.